# Die Bleichen bei Haarlem
Die Bleichen bei Haarlem ist der Titel eines Gemäldes von Jacob Isaacksz. van Ruisdael, das etwa 1670 entstand. Seit 1949 gehört das Bild der Stiftung Leopold Ružička und wird seitdem im Kunsthaus Zürich ausgestellt. Es gibt von dem Motiv mehrere Arbeiten Ruisdaels, die das angesehene Gewerbe des Bleichens von Leinen, das den damaligen Wohlstand der Stadt Haarlem mit begründete, darstellen.

## Bildinhalt und Deutung
Das Gemälde hat das Format 62,2 × 55,2 cm und ist in der Technik Öl auf Leinwand ausgeführt. Ruisdaels Bildkomposition ist eine panoramaartige korrekte Stadtansicht von Haarlem mit der umgebenden Landschaft, die einen tiefen Horizont aufweist. Diese Landschaft bedeckt das untere Drittel des Bildes, der Himmel mit einer detaillierten Wolkenkomposition die oberen zwei. Diese Wolken unterstreichen die vom Maler angestrebte Weite der Landschaft und lassen das Sonnenlicht nur stellenweise durch, sodass bestimmte Bildpartien teilweise in hellem Licht erscheinen. Ruisdael verwendet auf die Darstellung dieser Kumuluswolken große Sorgfalt. Im goldenen Zeitalter der niederländischen Landschaftsmalerei herrschte in Europa seit Mitte des 16. Jahrhunderts eine Klimaabkühlung, die sogenannte kleine Eiszeit, die für die Niederlande auf Grund der angreifbaren Topografie von großer Bedeutung war. Daher ist die Meteorologie mit ihren Wetterphänomenen ein Leitthema der niederländischen Kultur in jener Zeit.
Im Vordergrund des Bildes stellt der Maler Grasflächen dar, die dem Bleichen von Leinen dienten. Diese Stoffe waren als Toiles de Hollande begehrte Waren, Haarlem war international angesehener Mittelpunkt dieses Gewerbes und die künstlerische Darstellung durch Ruisdael kann als Symbol des damaligen Wohlstandes der Stadt gesehen werden. Allerdings lagen die Bleichen Haarlems in historischen Ansichten, wie die von Lodovico Guicciardini, herausgegeben 1612, unmittelbar vor den Toren der Stadt. Ruisdael hat sie zu Gunsten einer vollständig dargestellten Stadtsilhouette in größerer Entfernung platziert. Der Blick fällt von Nordwesten, also von der erhöhten Perspektive der Nordseedünen in der Nähe des Dorfes Overveen aus auf die Stadt. Als dominantes Gebäude ist die St.-Bavo-Kirche auszumachen. Zu erkennen sind außerdem das Rathaus, links die Bakenesser Kerk, rechts die Nieuwe Kerk und mehrere Windmühlen.
Im Vordergrund des Bildes, in der rechten unteren Ecke auf dem Dünenweg, hat Ruisdael zwei Personen platziert. Sitzend einen Künstler mit weißem Kragen, der auf einem Blatt Papier den Blick auf die Bleichen skizziert, und vor ihm stehend eine Person, die mit ihrer rechten Hand eine ausladende Geste macht.
Die Bleichen können aber auch eine übergeordnete symbolische Bedeutung haben, schließlich hat Ruisdael das Motiv in vielen Bildern dargestellt. Der Kunsthistoriker und Ruisdael-Kenner Wilfried Wiegand hat den Gedanken geäußert, dass die von der Sonne gebleichten Tücher in jener Zeit bei den Menschen die Vorstellung der Gott zu verdankenden Reinheit der Seele erzeugte. Für den Dichter Jan Luiken (1649–1712) rief das gebleichte Tuch Erinnerungen an die Seligen in weißen Kleidern hervor und bezieht sich auf die Bibel (Offenbarung 19,8).

Der amerikanische Kunsthistoriker und anerkannte Ruisdael-Spezialist Seymour Slive (1920 bis 2014) beschreibt das Bild mit Versen aus dem Gedicht Clouds (Wolken) aus dem Lyrikband Miracle Fair - Selected Poems der polnischen Dichterin Wisława Szymborska:

„...never to repeat, shapes, hues, poses and formations. Unburdened by the memory of anything they float effortlessly above the facts.“

## Provenienz und Ausstellung
Ruisdael hat seine Ansichten von Haarlem nicht datiert, man nimmt aber an, dass diese Gemälde zur späten Zeit seines Schaffens gehören und datiert sie zwischen 1670 und 75. Zuerst im Handel erschien die Bleiche im Jahre 1887 im Berliner Kunstauktionshaus von Rudolph Lepke, als die Sammlung des Grafen Kaspar Heinrich von Sierstorpff versteigert wurde. Heinrich Vieweg erwarb das Bild, das 1930 wiederum durch Lepke versteigert wurde und nun an Bruno Cassirer ging. 1949 erwarb es ein Zürcher Kunsthändler für die Stiftung Leopold Ružička. 
Das Bild wurde in zahlreichen internationalen Ausstellungen präsentiert.
- 1886 in Düsseldorf
- 1949/50 Zürich
- 1953 Neuchâtel und Zürich
- 1954 Rom, Mailand und Köln 1954
- 1959 Oslo
- 1981/82 Den Haag und Cambridge (Mass.) 1981/82
- 1987 Basel
- 1994/95 Madrid
- 2000 in Amsterdam

## Weblink
- Barbara Basting: Wie Leinen Europa vernetzte Im Blog des Schweizerischen Nationalmuseums vom 9. Oktober 2023